# فلوریان کربس (بازیکن فوتبال، زاده ۱۹۹۹)
فلوریان کربس (انگلیسی: Florian Krebs؛ زادهٔ ۴ فوریهٔ ۱۹۹۹) بازیکن فوتبال است.
از باشگاه‌هایی که در آن بازی کرده‌است می‌توان به باشگاه فوتبال کمنیتس اشاره کرد.